# Crazes
Als Crazes (engl.: Haarrisse) werden mikroskopisch kleine Rissnetzwerke als Vorstufe einer Spannungsrissbildung in amorphen Kunststoffen bezeichnet.
In Kunststoffbauteilen, die unter mechanischer Spannung stehen, können sich die Polymerketten regelmäßig ausrichten. Wird die Spannung jedoch zu groß, kann es an den ausgerichteten Stellen zur Bildung von mikrorissartigen Strukturen kommen, die durch Fibrillen verbunden sind. Makroskopisch zeigen sie sich als weißbruchartige Muster auf der Oberfläche. Unter Einwirkung von Spannungen und Medien können sie zu größeren Rissen wachsen und schließlich zum Bruch des Bauteiles führen.
Crazes lassen sich z. B. sehr gut beim Biegen von transparentem Polystyrol (Kunststofflineal) beobachten, welches durch Lichteinfall gealtert ist oder im Kontakt mit einem spannungsrissauslösenden Medium wie Ethanol stand.